# Joey Morant
Joey Morant (* 1938 oder 1939 in Charleston; † 29. Juli 2021) war ein US-amerikanischer Jazzmusiker (Trompete, Flügelhorn, Baritonhorn, auch Gesang).

## Leben und Wirken
Morant entdeckte das Interesse für Musik im Alter von elf Jahren, als ihn die klassische Klaviermusik faszinierte. Er begann Trompete zu lernen, als er einer von Fletcher Linton gegründeten Band an der Henry P. Archer Elementary School in Charleston beitrat. Als Teenager trat er mit den Carolina Stompers auf. Mit seinem Jugendfreund Oscar Rivers spielte Morant 1961 in Boston in der Izzy Ort’s Bar and Grille. Musikalisch beeinflusst war er zu dieser Zeit vom Bebop von Miles Davis, Charlie Parker und Dizzy Gillespie.  Morant tourte schließlich mit der Jenkins Orphanage Band und gastierte in Virginia bei Sommershows auf der Rennstrecke. Später trat er den  Metronome All-Stars bei, in denen sich führende Jazzmusiker für Aufnahmesessions versammelten. In seiner Heimatstadt trat er regelmäßig bei Chef and Clef und A Touch of Class (jetzt The Commodore) auf. Außerdem dirigierte er ein 17-köpfiges Orchester, das im Rahmen des Moja Arts Festival im Dock Street Theatre und im Cistern Yard des College of Charleston auftrat. Er diente als Vorsitzender des Moja-Organisationskomitees und konzipierte ein Tribut-Konzert, um das Vermächtnis der Künstler zu ehren, die vor ihm aufgetreten waren. Morant war auch meisterhaft im Scat-Gesang. Er steuerte regelmäßig bei Auftritten Louis-Armstrong-Interpretationen bei. Außerdem unterrichtete Morant alle seine sieben Kinder in der Musik. In den 1970er-Jahren versammelte er vier von ihnen in einer Gruppe namens The Morantian Four, die durch Massachusetts tourte.
In den späten 1990er Jahren zog Morant von Charleston nach New York City und trat oft mit der Harlem Blues & Jazz Band auf, während er weiterhin in Charleston Musik machte. Er trat weltweit auf, sowohl in kleinen Jazzclubs als auch auf großen Festivals. Während seiner  Karriere trat er auch mit Größen der Branche aus verschiedenen Musikrichtungen auf, darunter mit Ray Charles, Paul McCartney, James Brown und Les Paul, der auch sein Mentor war. Er gastierte an Veranstaltungsorten wie dem Londoner Tivoli und der Moskauer Tschaikowsky-Konzerthalle. Morant trat auch im Apollo Theatre, im „Jazz Discovery“-Programm von Black Entertainment Television und am 11. Dezember 2001 in einer musikalischen Hommage am Ground Zero auf. Er erhielt 2003 den Harlem Jazz and Music Festival Instrumentalist of the Year Award.
Als Joey „Hot Lips“ Morant & His 707 Sonic Sounds legte er 1970 die Single „Wine and Roses“ / „Cotton Fields Back Home“ vor. Im Bereich des Jazz listet ihn der Diskograf Tom Lord zwischen 2002 und 2019 mit vier Aufnahmesessions. Zu hören ist er auf zwei Alben der Sängerin Lainie Cookes, Here's to Life! (2002) und It’s Always You (2007, u. a. mit Joel Frahm, Cameron Brown, Matt Wilson), ferner auf All Things in Time des Sängers Dennis Day (2008, u. a. mit James Zollar, Wycliffe Gordon, Stefon Harris, Danny Mixon, Melvin Sparks, Lisle Atkinson). Um 2018 nahm Joey Morant unter eigenem Namen das Album Forever Sanctified auf, an dem Musiker wie Mike LeDonne, Gene Ludwig, Mark Whitfield, Cameron Brown und sein Sohn Amadeus Morant (Schlagzeug) beteiligt waren.
Morant starb Ende Juli 2021 im Alter von 82 Jahren an den Folgen einer neurologischen Erkrankung.